# Frogner
Frogner är en administrativ stadsdel (bydel) på västkanten i centrala Oslo som inkluderar Bygdøy utanför stadskärnan. Denna stadsdel har traditionellt varit bostadsområde för överklassen, och har även i dag tillsammans med stadsdelen St. Hanshaugen bostadspriser som hör till de högsta i Norge.
Den administrativa stadsdelen Frogner består av flera områden (strøk), varav ett också kallas Frogner. Bland övriga områden kan nämnas Uranienborg, Majorstuen, Briskeby samt en del av Fjordbyen (med bland annat Aker Brygge).
Stadsdelen Frogner har 59 269 invånare (1 januari 2020). Frognerparken ligger här.